# Abd al-Rahman al-Bazzaz

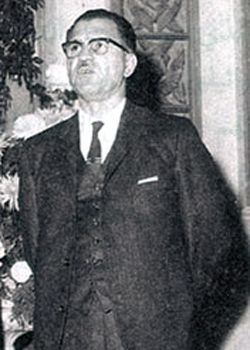
al-Bazzaz

Abd ar-Rahman al-Bazzaz (1913-1973) foi um político, acadêmico e escritor iraquiano.  
Nascido em Bagdá, estudou direito na Universidade de Bagdá e no King's College de Londres. Foi reitor da Universidade de Bagdá, embaixador iraquiano em Londres, e Secretário Geral da OPEP entre 1 de maio de 1964 até 30 de abril de 1965.
Ocupou o cargo de ministro das Relações Exteriores durante alguns meses em 1965. Mais tarde, se tornaria primeiro-ministro do Iraque. Foi presidente do Iraque temporariamente durante três dias (13 de abril a 16 de abril de 1966), após a morte do presidente Abdul Salam Arif. O irmão de Arif, Abdul Rahman Arif, foi eleito em sua substituição permanente. Em agosto de 1966, Bazzaz renunciou ao cargo de primeiro-ministro. Ele foi sucedido por Naji Talib, que ocupou o cargo de 1966 a 1967.
O principal projeto político de Al-Bazzaz foi a profissionalização do governo, com base em experiência civil. Essa agenda cívica veio à custa dos militares. Depois que o Partido Baath (re) tomou o poder em julho de 1968, Al-Bazzaz foi acusado de participação em atividades contra o governo, sendo torturado e preso. Al-Bazzaz foi finalmente libertado por motivos de doença e se mudou para Londres para tratamento, onde morreu em 1973.